# Gotlandbucht
Die Gotlandbucht ist eine Bucht an der Nordwestseite der Scott-Insel im Südlichen Ozean.
Wissenschaftler der deutschen Expedition GANOVEX III (1982–1983) nahmen ihre Benennung vor. Namensgeber ist die Gotland II, die am 18. Dezember 1981 bei der GANOVEX II (1981–1982) infolge einer Havarie durch Eisdruck gesunken war.